# Obručan Veli
Obručan Veli je nenaseljeni otočić u hrvatskom dijelu Jadranskog mora.
Njegova površina iznosi 0,095 km². Dužina obalne crte iznosi 1,3 km.

## Vanjske poveznice
|  | Zajednički poslužitelj ima još gradiva o temi Obručan Veli |